# Anniella
Genre
Anniella est un genre de sauriens de la famille des Anniellidae (ou de la sous-famille des Anniellinae selon les classifications). C'est le seul genre actuel de cette famille.

## Répartition
Les espèces de ce genre se rencontrent en Californie aux États-Unis et en Basse-Californie au Mexique.

## Description
Ce sont des lézards apodes (sans pattes) pouvant atteindre 30 cm, carnivores et vivipares.
Ils vivent dans des zones plutôt arides, s'enterrant le jour pour échapper à la chaleur et fouillant le sol la nuit à la recherche de proies.

## Liste des espèces
Selon The Reptile Database (9 décembre 2013) :
- Anniella alexanderae Papenfuss & Parham, 2013
- Anniella campi Papenfuss & Parham, 2013
- Anniella geronimensis Shaw, 1940
- Anniella grinnelli Papenfuss & Parham, 2013
- Anniella pulchra Gray, 1852
- Anniella stebbinsi Papenfuss & Parham, 2013

## Publication originale
- Gray, 1852 : Description of several new genera of reptiles, principally from the collection of H.M.S. Herald. Annals and Magazine of Natural History, sér. 2, vol. 10, p. 437-44 (texte intégral).